# 이충중학교
이충중학교(二忠中學校)는 대한민국 경기도 평택시 이충동에 있는 공립 중학교이다.

## 학교 연혁
- 2007년 1월 8일 : 이충중학교 36학급 설립인가
- 2007년 3월 1일 : 초대 문홍식 교장 취임
- 2007년 3월 2일 : 제1회 입학식(6학급 243명 입학)
- 2007년 3월 6일 : 학교 급식실 개소
- 2007년 5월 17일 : 개교기념식
- 2008년 9월 24일 : 도서관 설비 완료
- 2008년 11월 1일 : 학교도서관 개관식 및 특성화프로그램 발표회
- 2009년 5월 12일 : 체육과 자율장학 중심학교 선정(경기도교육청 지정)
- 2010년 2월 10일 : 제1회 졸업식(229명)
- 2012년 6월 5일 : 경기도교육청 2012년 대안학교 운영교 지정
- 2013년 3월 1일 : 교육부지정 사교육절감형 창의경영학교 운영
- 2013년 3월 1일 : 경기도교육청지정 과목중점형 교과교실제 운영(영어, 수학, 과학)
- 2016년 1월 29일 : 기초학력향상 두드림 연구학교 지정
- 2018년 3월 1일 : 자유학년제 교육부 연구학교 운영
- 2021년 3월 1일 : 제4대 신해숙 교장 부임
- 2024년 1월 5일 : 제15회 졸업식(6학급 166명, 누계 3,060명)
- 2024년 3월 4일 : 제18회 입학식(6학급 157명)

## 참고 자료
- 이충중학교 - 한국교육학술정보원 학교알리미